# Шостаківська сільська рада (Миколаївський район)
Шостакі́вська сільська́ ра́да — адміністративно-територіальна одиниця та орган місцевого самоврядування в Миколаївському районі Миколаївської області. Адміністративний центр — село Шостакове.

## Загальні відомості
- Населення ради: 1 105 осіб (станом на 2001 рік)

## Населені пункти
Сільській раді підпорядковані населені пункти:
- с. Шостакове
- с. Корчине
- с. Новоюр'ївка

## Склад ради
Рада складається з 16 депутатів та голови.
- Голова ради: Єрмак Володимир Володимирович
- Секретар ради: Полова Оксана Василівна

### Керівний склад попередніх скликань
| Прізвище, ім'я, по батькові   | Основні відомості                                                                                  | Дата обрання | Дата звільнення |
| ----------------------------- | -------------------------------------------------------------------------------------------------- | ------------ | --------------- |
| Коваленко Надія Володимирівна | Сільський голова, 1952 року народження, позапартійна                                               | 26.03.2006   | 01.02.2008      |
| Дешукова Галина Володимирівна | Сільський голова, 1957 року народження, позапартійна                                               | 01.06.2008   | 31.10.2010      |
| Єрмак Володимир Володимирович | Сільський голова, 1974 року народження, освіта середня загальна, член Комуністичної партії України | 31.10.2010   |                 |

Примітка: таблиця складена за даними сайту Верховної Ради України

### Депутати
За результатами місцевих виборів 2010 року депутатами ради стали:

#### За суб'єктами висування
| Суб'єкт висування           | Кількість обраних депутатів | %    |
| --------------------------- | --------------------------- | ---- |
| Партія регіонів             | 7                           | 43,8 |
| Комуністична партія України | 6                           | 37,5 |
| Самовисування               | 3                           | 18,8 |

#### За округами
| № округу                    | Прізвище, ім'я, по батькові     | Дата визнання обраним | Освіта             | Партійна приналежність | Відомості про обраного депутата                        |
| --------------------------- | ------------------------------- | --------------------- | ------------------ | ---------------------- | ------------------------------------------------------ |
| Комуністична партія України |                                 |                       |                    |                        |                                                        |
| 1                           | Ушаков Віктор Анатолійович      | 03.11.2010            | вища               | позапартійний          | Ольшанська ВК-53, черговий нагляду та безпеки          |
| 3                           | Солопієнко Тамара Іванівна      | 03.11.2010            | середня            | позапартійна           | Шостаківський сільський клуб, завідувачка              |
| 5                           | Дрозд Руслан Іванович           | 03.11.2010            | середня            | позапартійний          | тимчасово не працює                                    |
| 6                           | Стрельбицький Андрій Григорович | 03.11.2010            | середня            | позапартійний          | ПАТ «Югцемент», водій                                  |
| 10                          | Чекалюк Олександр Богданович    | 03.11.2010            | середня            | позапартійний          | Корчинська загальноосвітня школа I-III ст., охоронець  |
| 11                          | Матюхіна Любов Іванівна         | 03.11.2010            | середня            | позапартійна           | пенсіонер                                              |
| Партія регіонів             |                                 |                       |                    |                        |                                                        |
| 2                           | Суслова Ірина Данилівна         | 03.11.2010            | вища               | позапартійна           | пенсіонер                                              |
| 7                           | Чечуй Наталія Миколаївна        | 03.11.2010            | вища               | позапартійна           | Шостаківська сільська рада, землевпорядник             |
| 8                           | Пакшаєв Микола Миколайович      | 03.11.2010            | середня            | позапартійний          | пенсіонер                                              |
| 13                          | Кухарчук Микола Петрович        | 03.11.2010            | середня            | позапартійний          | м. Миколаїв, приватний підприємець                     |
| 14                          | Мішенін Олександр Миколайович   | 03.11.2010            | середня            | позапартійний          | Ольшанська ВК-53, медбрат                              |
| 15                          | Коба Валерій Олександрович      | 03.11.2010            | середня            | позапартійний          | Миколаївська обласна психіатрична лікарня № 2, медбрат |
| 16                          | Ковтанюк Віктор Васильович      | 03.11.2010            | середня            | позапартійний          | Ольшанська ВК-53, мол. інспектор техніки ІТЗО          |
| Самовисування               |                                 |                       |                    |                        |                                                        |
| 4                           | Пашак Світлана Володимирівна    | 03.11.2010            | середня            | позапартійна           | Шостаківська сільська рада, головний бухгалтер         |
| 9                           | Полова Оксана Василівна         | 03.11.2010            | вища               | позапартійна           | Шостаківська сільська рада, секретар                   |
| 12                          | Єсепенко Наталія Василівна      | 28.05.2013            | середня спеціальна | позапартійна           | Корчинський сільський клуб, завідувачка                |